# Natiq Eyvazov
Natiq Sulduz oğlu Eyvazov (russisch Натиг Сулдуз оглы Эйвазов Natig Suldus ogly Eiwasow; * 2. November 1970) ist ein ehemaliger sowjetischer bzw. aserbaidschanischer Ringer. Er war 1993 Europameister und 1994 Vize-Weltmeister im griechisch-römischen Stil im Fliegengewicht.

## Werdegang
Natiq Eyvazov begann als Jugendlicher in der ehemaligen Sowjetunion mit dem Ringen. Über diese Zeit ist wenig bekannt, nur soviel, dass er sich dabei auf den griechisch-römischen Stil konzentrierte und bei einer Größe von 1,64 Metern im Papiergewicht, der leichtesten Gewichtsklasse, die damals ihr Gewichtslimit bei 48 kg Körpergewicht hatte, rang. 1990 startete er für die Sowjetunion bei der Junioren-Europameisterschaft und belegte im Papiergewicht hinter Iliuță Dăscălescu aus Rumänien und Francesco Costantino aus Italien den 3. Platz.
In den Jahren des Umbruchs in der Sowjetunion, 1991 und 1992, war er bei keinen internationalen Meisterschaften am Start. 1992 entschloss er sich die aserbaidschanische Staatsangehörigkeit anzunehmen und künftig für Aserbaidschan zu starten. Er wurde Mitglied des Sportclubs Satamoshno Baku und dort von Senaga Alaskarov und Axat Aliyev trainiert. Seine wirtschaftliche Basis fand er in der aserbaidschanischen Armee.
Gleich bei seinem allerersten Start für Aserbaidschan bei einer internationalen Meisterschaft, der Europameisterschaft 1993 in Istanbul, gewann er den Titel eines Europameisters im Fliegengewicht. Er besiegte dabei im Finale Andrij Kalaschnykow aus der Ukraine. Er wurde dabei vom türkischen Publikum wegen seiner ethnischen Nähe als Aserbaidschaner zu den Türken lautstark angefeuert. Bei der Weltmeisterschaft 1993 in Stockholm verpasste er mit dem 4. Platz knapp eine Medaille. Er unterlag dabei im Kampf um die Bronzemedaille gegen Alfred Ter-Mkrtchyan aus Deutschland nach Punkten.
Nach einem schwachen Abschneiden bei der Europameisterschaft 1994 in Athen, er belegte dort im Fliegengewicht nur den 13. Platz, feierte er bei der Weltmeisterschaft 1994 in Tampere wieder einen großen Erfolge. Er kämpfte sich in Tampere bis in das Finale vor, unterlag in diesem aber wiederum gegen Alfred Ter-Mkrtchyan und wurde damit Vize-Weltmeister.
In den Jahren 1995 bis 1997 konnte sich Natiq Eyvazov bei den internationalen Meisterschaft nicht in den Medaillenrängen platzieren, belegte aber mit einem 5. Platz bei der Europameisterschaft 1995 in Besançon und einem 6. Platz bei der Europameisterschaft in Budapest sowie einem weiteren 6. Platz bei der Europameisterschaft im finnischen Kouvola gute Plätze. Den Sprung zu den Olympischen Spielen 1996 in Atlanta verpasste er.
Bei der Europameisterschaft 1998 in Minsk besiegte Natiq Eyvazov den deutschen Starter Oleg Kutscherenko im Halbfinale knapp nach Punkten (3:2 techn. Punkte), verlor aber im Finale gegen Boris Ambarzumow aus Russland nach Punkten (0:3 techn. Punkte). Er wurde aber Vize-Europameister und gewann damit nach drei medaillenlosen Jahren wieder eine Medaille. 1999 gewann er noch einmal eine Medaille bei einer Europameisterschaft. In Sofia besiegte er dabei u. a. Alfred Ter-Mkrtchyan nach Punkten (3:1 techn. Punkte), unterlag im Halbfinale gegen Dariusz Jabłoński aus Polen und besiegte im Kampf um die EM-Bronzemedaille Simeon Milew aus Bulgarien nach hartem Kampf knapp mit 3:2 techn. Punkten. Bei der Weltmeisterschaft 1999 in Athen gelangen ihm hohe Punktsiege über Nepes Gukulow aus Turkmenistan (11:0) und Robert Sollie aus Norwegen (10:0), eine Niederlage gegen Petr Švehla aus Tschechien (1:3 techn. Punkte) warf ihn aber nach der dritten Runde aus dem Rennen. Er belegte deshalb nur den 10. Platz.
Im Jahre 2000 gelang es Natiq Eyvazov sich für die Olympischen Spiele in Sydney zu qualifizieren. Nach einem Sieg über Jotham Pellew aus Neuseeland unterlag er dort in der 2. Runde gegen Lázaro Rivas aus Kuba nach Punkten (1:6 techn. Punkte). Dem damaligen Reglement entsprechend konnte er sich danach mit einem Punktsieg über Ex-Weltmeister Ercan Yıldız aus der Türkei (3:0 techn. Punkte) nur mehr den 7. Platz erkämpfen.
Danach war Natiq Eyvazov noch bis zum Jahre 2004 aktiv. Die Qualifikation für die Olympischen Spiele 2004 in Athen schaffte er aber nicht mehr. Ein 6. Platz bei der Europameisterschaft 2001 in Istanbul und ein 6. Platz bei der Europameisterschaft 2002 in Seinäjoki waren die besten Platzierungen, die er in diesen Jahren erreichte.

## Internationale Erfolge
| Jahr | Platz | Wettbewerb                                  | Gewichtsklasse | |
| 1990 | 3.    | Junioren-EM (Espoirs)                       | Papier         | hinter Iliuță Dăscălescu, Rumänien u. Francesco Costantino, Italien                                                                                     |
| 1990 | 1.    | Mälar-Cup in Västerås                       | Papier         | vor Totju Andonow, Bulgarien u. Masumeri Ohashi, Japan                                                                                                  |
| 1993 | 1.    | EM in Istanbul                              | Fliegen        | vor Andrij Kalaschnykow, Ukraine, Samwel Danijeljan, Russland, Lars Rønningen, Norwegen u. Walentin Krumow, Bulgarien                                   |
| 1993 | 4.    | WM in Stockholm                             | Fliegen        | hinter Raúl Martínez Alemán, Kuba, Armen Nasarjan, Armenien u. Alfred Ter-Mkrtchyan, Deutschland, vor Nurum Dusenow, Kasachstan                         |
| 1994 | 13.   | EM in Athen                                 | Fliegen        | Sieger: Armen Nasarjan vor Farchat Maheramau, Belarus und Alfred Ter-Mkrtchyan                                                                          |
| 1994 | 2.    | WM in Tampere                               | Fliegen        | hinter Alfred Ter-Mkrtchyan, vor Andrij Kalaschnykow, Elgian Sarkis, Griechenland u. Khaled Al-Faraj, Syrien                                            |
| 1995 | 5.    | EM in Besançon                              | Fliegen        | hinter Armen Nasarjan, Alfred Ter-Mkrtchyan, Andrij Kalaschnykow u. Samwel Danijeljan                                                                   |
| 1995 | 14.   | WM in Prag                                  | Fliegen        | Sieger: Samwel Danijeljan vor Armen Nasarjan u. Alfred Ter-Mkrtchyan                                                                                    |
| 1996 | 24.   | EM in Budapest                              | Fliegen        | Sieger: Andrij Kalaschnykow vor Armen Nasarjan u. Alfred Ter-Mkrtchyan                                                                                  |
| 1997 | 6.    | EM in Kouvola                               | Fliegen        | hinter Dariusz Jabłoński, Polen, Farchat Maheramau, Oleg Nemtschenko, Russland, Oleg Kutscherenko, Deutschland u. Francesco Costantino                  |
| 1998 | 2.    | EM in Minsk                                 | Fliegen        | mit Siegen über Károly Kiss, Ungarn, Joakim Söderman, Schweden u. Oleg Kutscherenko u. einer Niederlage gegen Boris Ambarzumow, Russland                |
| 1999 | 3.    | EM in Sofia                                 | Fliegen        | mit Siegen über Aljaksandr Paulau, Belarus u. Alfred Ter-Mkrtchyan, einer Niederlage gegen Dariusz Jabłoński u. einem Sieg über Simeon Milew, Bulgarien |
| 1999 | 10.   | WM in Athen                                 | Fliegen        | mit Siegen über Nepes Gukulow, Tadschikistan u. Robert Sollie, Norwegen u. einer Niederlage gegen Petr Švehla, Tschechien                               |
| 2000 | 3.    | Olympia-Qualif.-Turnier in Faenza           | Fliegen        | hinter Ercan Yıldız, Türkei u. Wang Hui, China |
| 2000 | 2.    | Olympia-Qualif.-Turnier in Clermont-Ferrand | Fliegen        | hinter Wang Hui, vor Uran Chalilow, Kirgisistan |
| 2000 | 10.   | Olympia-Qualif.-Turnier in Taschkent        | Fliegen        | Sieger: Wang Hui vor Shamseddin Hudayberdiyev, Usbekistan                                                                                               |
| 2000 | 7.    | OS in Sydney                                | Fliegen        | mit einem Sieg über Jotham Pellew, Neuseeland, einer Niederlage gegen Lázaro Rivas, Kuba u. einem Sieg über Ercan Yıldız                                |
| 2001 | 6.    | EM in Istanbul                              | Fliegen        | hinter Barys Radkewitsch, Belarus, Ercan Yıldız, Dariusz Jabłoński, Alexei Schwewzow, Russland u. Stoitschko Iwanow, Bulgarien                          |
| 2001 | 25.   | WM in Patras                                | Fliegen        | nach Niederlagen gegen Oleg Kutscherenko u. Rachimchan Assembekow, Kasachstan                                                                           |
| 2002 | 6.    | EM in Seinäjoki/Finnland                    | Feder          | mit Siegen über Sylvester Charchewski, Polen u. Alexander Sliwinski, Belarus u. einer Niederlage gegen Armen Nasarjan, Bulgarien                        |
| 2003 | 18.   | EM in Belgrad                               | Bantam         | nach Niederlagen gegen Artiom Kiourengian, Griechenland u. Oleksij Wakulenko, Ukraine                                                                   |
| 2003 | 3.    | CISM-Militär-WM in Istanbul                 | Bantam         | hinter Bayram Özdemir, Türkei u. Oleg Kutscherenko |
| 2003 | 13.   | WM in Créteil                               | Bantam         | mit einem Sieg über Paulo Goncalves, Portugal u. einer Niederlage gegen Oleksij Wakulenko                                                               |
| 2004 | 27.   | Olympia-Qualif.-Turnier in Novi Sad         | Bantam         | Sieger: Brandon Paulson, USA vor Ercan Yıldız u. István Majoros, Ungarn                                                                                 |

Anm.: alle Wettbewerbe im griechisch-römischen Stil, OS = Olympische Spiele, WM = Weltmeisterschaft, EM = Europameisterschaft, Papiergewicht, bis 1996 bis 48 kg, danach abgeschafft, Fliegengewicht, bis 1996 bis 52 kg, von 1997 bis 2001 bis 54 kg, danach abgeschafft, Bantamgewicht, seit 2002 bis 55 kg, Federgewicht, seit 2002 bis 60 kg Körpergewicht